# Công ty Quản lý tài sản VAMC
Công ty Quản lý tài sản VAMC (tiếng Anh: VIETNAM ASSET MANAGEMENT COMPANY) có tên đầy đủ là CÔNG TY TRÁCH NHIỆM HỮU HẠN MỘT THÀNH VIÊN QUẢN LÝ TÀI SẢN CỦA CÁC TỔ CHỨC TÍN DỤNG VIỆT NAM, được thành lập và hoạt động theo Nghị định 53/2013/NĐ-CP của Chính phủ, Quyết định số 843/QĐ-TTg của Thủ tướng Chính phủ và Quyết định số 1459/QĐ-NHNN ngày 27/06/2013 của Thống đốc Ngân hàng Nhà nước Việt Nam, Nguyễn Văn Bình, vốn điều lệ ban đầu của công ty là 500 tỷ đồng. Công ty này do Nhà nước sở hữu 100% vốn điều lệ và chịu sự quản lý của nhà nước, được thanh tra, giám sát bởi Ngân hàng Nhà nước.
Nghị định số 34/2015/NĐ-CP được Chính phủ ban hành ngày 31/03/2015, theo đó vốn điều lệ VAMC sẽ tăng lên thành 2 ngàn tỷ đồng 

## Hoạt động
Theo trang mạng chính thức, dưới đây là những hoạt động chính của công ty :
a. Mua nợ xấu của các tổ chức tín dụng;
b. Thu hồi nợ, đòi nợ và xử lý, bán nợ, tài sản bảo đảm;
c. Cơ cấu lại khoản nợ, điều chỉnh điều kiện trả nợ, chuyển nợ thành vốn góp, vốn cổ phần của khách hàng vay;
d. Đầu tư, sửa chữa, nâng cấp, khai thác, sử dụng, cho thuê tài sản bảo đảm đã được Công ty Quản lý tài sản thu nợ;
e. Quản lý khoản nợ xấu đã mua và kiểm tra, giám sát tài sản bảo đảm có liên quan đến khoản nợ xấu, bao gồm cả tài liệu, hồ sơ liên quan đến khoản nợ xấu và bảo đảm tiền vay;
f. Tư vấn, môi giới mua, bán nợ và tài sản;
g. Đầu tư tài chính, góp vốn, mua cổ phần;
h. Tổ chức bán đấu giá tài sản;
i. Bảo lãnh cho các tổ chức, doanh nghiệp, cá nhân vay vốn của tổ chức tín dụng;
j. Hoạt động Sàn giao dịch nợ;
k. Hoạt động khác phù hợp với chức năng, nhiệm vụ của VAMC sau khi được Thống đốc Ngân hàng Nhà nước cho phép.
VAMC được ủy quyền cho các tổ chức tín dụng bán nợ thực hiện các hoạt động được nêu tại điểm b, c, d, e.

## Điều kiện để được mua nợ xấu
Các khoản nợ xấu phải đáp ứng đủ 5 điều kiện sau mới được VAMC mua:
- Khoản nợ xấu của tổ chức tín dụng, bao gồm nợ xấu trong các hoạt động cấp tín dụng, mua trái phiếu doanh nghiệp, ủy thác mua trái phiếu doanh nghiệp, ủy thác cấp tín dụng và hoạt động khác theo quy định của Ngân hàng Nhà nước;
- Khoản nợ xấu có tài sản bảo đảm;
- Khoản nợ xấu, tài sản bảo đảm phải hợp pháp và có hồ sơ, giấy tờ hợp lệ;
- Khách hàng vay còn tồn tại;
- Số dư của khoản nợ xấu hoặc dư nợ xấu của khách hàng vay không thấp hơn mức quy định của Ngân hàng Nhà nước.

## Nợ xấu ngân hàng Việt Nam
Tính tới ngày 30.9.2015, 5 ngân hàng có mức nợ xấu lớn nhất là BIDV, Vietcombank, Vietinbank, VPBank và SHB với tổng nợ gần 30.000 tỷ đồng, tăng trên 13% so với đầu năm. Tổng nợ xấu của 15 ngân hàng thương mại vào khoảng 42.520 tỷ đồng, tăng 7,15% so với mức 39.683 tỷ đồng đầu năm.

## Nợ xấu mua tới 2014
Theo thống kê của Ngân hàng Nhà nước (NHNN), tính đến ngày 23/12/2014, VAMC đã mua được 123 ngàn tỷ đồng dư nợ gốc nợ xấu. Trong năm 2014, VAMC đã xử lý nợ xấu được hơn 4.000 tỷ đồng.

## Nợ xấu mua 2015
Trong năm 2015, VAMC đã duyệt mua hơn 111 nghìn tỷ đồng nợ gốc, phát hành trái phiếu đặc biệt gần 110 nghìn tỷ đồng. Tính chung từ khi hoạt động đến thời điểm 31/12/2015, VAMC phát hành trái phiếu đặc biệt hơn 243 nghìn tỷ đồng.
Lũy kế đến ngày 14/12/2015, VAMC đã mua được 228.416 tỷ đồng tổng số dư nợ gốc nội bảng. Với việc thu hồi được hơn 18.000 tỷ đồng nợ xấu, VAMC đã xử lý được gần 8% tổng số nợ xấu đã mua.

## Nhận xét về xử lý nợ xấu
- Phân tích về thực chất quá trình xử lý nợ xấu trong hệ thống ngân hàng Việt Nam, TS. Nguyễn Tú Anh, Trưởng ban Kinh tế vĩ mô, Viện nghiên cứu quản lý kinh tế Trung ương (CIEM) cho rằng, cách xử lý nợ xấu như hiện nay chưa đúng bản chất, chỉ mới đặt nợ xấu sang một bên, hiện tại cả người gửi tiền và người vay tiền đều đang phải gánh nợ xấu của ngân hàng. Trên thực tế, chi phí để bảo vệ việc khắc phục nợ xấu này vẫn phải đè vào ngân hàng và ngân hàng vẫn phải để ra một khoản dự phòng cho việc này. Do đó người đi vay phải chịu mức lãi suất cao hơn, do đó nhu cầu vay ít hơn. Nhu cầu vay ít hơn thì cầu tiền gửi giảm khiến lãi suất tiền gửi cũng giảm theo.[8]
- Theo TS. Nguyễn Xuân Thành, Chương trình giảng dạy kinh tế Fulbright và Trường QLNN Harvard Kennedy, “tỷ lệ nợ xấu đã được đưa về 2,9% vào quý 3/2015 là nhờ mô hình VAMC. Hơn 225 nghìn tỷ đồng nợ xấu đã được chuyển cho VAMC, trong đó mới xử lý được gần 16 nghìn tỷ đồng. Nếu cộng ngược trở lại số nợ xấu đã bán nhưng chưa xử lý được thì tỷ lệ nợ xấu vẫn là 7,6%” [8]